# Filsnown
『Filsnown -光と刻-』（フィルスノウン ひかりととき）（1995年8月3日発売）は、Leafが企画・製作し、発売したNEC PC-98シリーズ対応のコンピューターRPGのアダルトゲーム。

## 概要
Leaf作品第2弾として発売され、前作と同様にオリジナルポスターとBGMを収録した12cm音楽CDがついていた。
当時としては珍しく、MIDI音源、CD音源対応、ハードディスクドライブへのインストールも可能で希望小売価格は9,800円（消費税抜き）となっていた。
主人公のティリアとサラ、エリアの三人は、後に『初音のないしょ』についてくるおまけゲームで再登場した。
また、2000年1月28日に発売した『猪名川でいこう!!』にはエンディングなどが追加されたWindows 95移植版が同梱された。
作品としてはオーソドックスなRPGで家庭用ゲームのイースシリーズやファイナルファンタジーシリーズの影響、パロディが見られる。
ゲーム内でおまけ要素として行ける開発室には前作『DR2ナイト雀鬼』の在庫の山などがあり、当時の苦境を偲ばせる。

## 登場人物
ティリア・フレイ
主人公。
サラ・フリート
盗賊団の長。僅かだが獣人の血を引く。
エリア・ノース
風の民。風と火の魔法を得意とする。
フィーユ
水の民、ティリアの幼馴染の剣士。
イヴ
氷の民で獣人。
フロリア・ハーケン
火の民の少女。
ソフィア・デルム
ティリアの姉的存在。
サーゼ
ティリアの祖父。剣聖として知られる。
デューク
ティリアの婚約者。
ギース・デルム
ティリアを導く謎の男。
インディ
砂漠の町で出会う探検家。
アール
サラの子分で力持ち、行く先々で女性を引っ掛けている。

## スタッフ
- 原画:水無月徹
- 音楽:石川真也、折戸伸治、下川直哉